# Chicago Marathon 2001
De Chicago Marathon 2001 vond plaats op 7 oktober 2001 in Chicago.
Bij de mannen won de Keniaan Ben Kimondiu met een tijd van 2:08.52. Bij de vrouwen won de Keniaanse Catherine Ndereba. Met haar tijd van 2:18.47 verbeterde ze niet allen het parcoursrecord, maar ook het wereldrecord bij de marathon.
In deze wedstrijd finishten in totaal 28.390 marathonlopers, waarvan 17.129 mannen en 11.261 vrouwen.

## Uitslagen

### Mannen
| rang   | naam               | land | tijd    |
| ------ | ------------------ | ---- | ------- |
| Goud   | Ben Kimondiu       | KEN  | 2:08.52 |
| Zilver | Paul Tergat        | KEN  | 2:08.56 |
| Brons  | Peter Githuka      | KEN  | 2:09.00 |
| 4      | Mohamed Ouaadi     | FRA  | 2:09.26 |
| 5      | Noriaki Igarashi   | JPN  | 2:09.35 |
| 6      | Rod De Haven       | USA  | 2:11.40 |
| 7      | Ondoro Osoro       | KEN  | 2:11.44 |
| 8      | Shaun Creighton    | USA  | 2:11.54 |
| 9      | Mitsunori Hirayama | JPN  | 2:12.25 |
| 10     | Simon Mphulanyane  | RSA  | 2:12.44 |

### Vrouwen
| rang   | naam                | land | tijd    |
| ------ | ------------------- | ---- | ------- |
| Goud   | Catherine Ndereba   | KEN  | 2:18.47 |
| Zilver | Elfenesh Alemu      | ETH  | 2:24.54 |
| Brons  | Kerryn McCann       | AUS  | 2:26.04 |
| 4      | Malgorzata Sobanska | POL  | 2:26.08 |
| 5      | Nives Curti         | ITA  | 2:28.59 |
| 6      | Kayoko Obata        | JPN  | 2:32.19 |
| 7      | Ichiyo Naganuma     | JPN  | 2:34.02 |
| 8      | Anne van Schuppen   | NED  | 2:41.51 |
| 9      | Karin Schön         | SWE  | 2:42.27 |
| 10     | Kelly Keeler        | USA  | 2:43.06 |

1977 ·
1978 ·
1979 ·
1980 ·
1981 ·
1982 ·
1983 ·
1984 ·
1985 ·
1986 ·
1987 ·
1988 ·
1989 ·
1990 ·
1991 ·
1992 ·
1993 ·
1994 ·
1995 ·
1996 ·
1997 ·
1998 ·
1999 ·
2000 ·
2001 ·
2002 ·
2003 ·
2004 ·
2005 ·
2006 ·
2007 ·
2008 ·
2009 ·
2010 ·
2011 ·
2012 ·
2013 · 
2014 · 
2015 · 
2016 · 
2017 · 
2018 · 
2019 · 
2021 · 
2022 · 
2023